# Муніципальний стадіон (Агеда)
Муніципальний стадіон Агеди або «Ештадіу Мунісіпал де Агеда» (порт. Estádio Municipal de Águeda) — стадіон у місті Агеда, Португалія. Збудований 2003 року. Має 10 000 сидячих місць, здебільшого використовується для проведення футбольних матчів.
Є домашнім стадіоном місцевого футбольного клубу СК «Агеда».

## Важливі події
У травні 2006 року був одним із шести стадіонів, обраних для проведення матчів фінальної частини молодіжного чемпіонату Європи з футболу. На стадіоні відбулися 3 матчі групового етапу турніру:
| Дата      | Матч                 | Рахунок | Раунд          |
| --------- | -------------------- | ------- | -------------- |
| 24 травня | Україна — Нідерланди | 2:1     | Матч групи «B» |
| 26 травня | Італія — Україна     | 1:0     | Матч групи «B» |
| 29 травня | Данія — Україна      | 1:2     | Матч групи «B» |

## Виноски
1. ↑  Стадіони Португалії [Архівовано 15 червня 2012 у Wayback Machine.] (англ.)